# Jim Rodnunsky
James Lewis "Jim" Rudnunsky (Canadá, 18 de julho de 1956 — Califórnia, 10 de junho de 2011) foi um diretor de fotografia norte-americano.